# Pierre Lohner
Pour les articles homonymes, voir Lohner (homonymie).
Pierre Lohner (né à Paris le 11 août 1934, décédé à Montpellier le 3 novembre 2008) est un peintre et dessinateur français. 

## Biographie
Né à Paris en 1934, il passe une partie de son enfance en Alsace, notamment à Colmar (Haut-Rhin) où il fréquente le lycée Bartholdi. Il réalise ses premières peintures monumentales à l’âge de dix ans dans la forêt vosgienne.
De retour à Paris, il se dirige vers une carrière artistique et d’enseignement. Il est l’élève du sculpteur Adam et du fresquiste Robert Lesbounit, avant d’être licencié certifié d’arts plastiques de la Ville de Paris. Professeur à l’âge de 19 ans, il intègre l’Éducation nationale et travaille avec un intérêt constant pour ses élèves dans des collèges de la périphérie de Paris (Drancy, Bobigny, La Courneuve).
Puis il enseigne, à l’École municipale supérieure des arts et techniques de la Ville de Paris, le dessin d’après modèle vivant, le dessin analytique, la perspective théorique.
Il collabore au journal Le Monde, rubrique « Horizons », au cours des années 1990.
Il s’installe en 2000 dans le sud de la France, à Montpellier.

## Son œuvre
Parallèlement à sa carrière de professeur, il poursuit son travail de peintre, dessinateur et céramiste. Tenté dans les années 1970 par l’abstraction, il réserve cette inspiration à ses décors de tables en céramique (plateaux en lave de volcan ou grès) et revient rapidement, dans ses expressions graphique et picturale, vers la figuration.
Influencé à la fois par la rigueur germanique d’Albrecht Dürer ou par Matthias Grünewald, par le Quattrocento italien ou, plus près de nous, par Jean-Auguste Dominique Ingres, ses recherches portent essentiellement sur le trait, la matière et la perspective. 
Son œuvre graphique, à la pierre noire ou à la plume, constitue l’expression de son engagement. Dans la série « Des traits pour le dire », il se fait témoin de son temps et dénonce l’injustice et les horreurs de la guerre, quels qu’en soient les protagonistes.
Dans ses nus, il explore le corps, le plus souvent féminin, et en donne une image à la fois sensuelle et puissante.
Son œuvre picturale aux compositions structurées par des jeux de lumières et de perspectives s’attache à percer le mystère de la représentation humaine : sur des fonds tantôt noirs, tantôt travaillés en aplats colorés, des personnages semblent s’adresser au spectateur, en groupe ou solitaire. Ils sont porteurs d’une histoire qui se dévoile : joueurs de tambours, hommes qui crient, corps en marche, enfants aux regards innocents, mère enveloppant ses petits…

## Expositions
Il fait de nombreuses expositions personnelles et collectives de dessins et peintures dans l’Hérault (Montpellier, Ganges, Lavérune, Pignan), le Gard (Nîmes), le Bas-Rhin (Strasbourg), le Haut-Rhin (Colmar) et Paris, ainsi que dans différents pays (États-Unis, Allemagne, Suisse).
Ses œuvres en céramique, outre des tables d’appartement, sont des sculptures monumentales ou des chevaux à l’échelle des enfants, réalisés au titre du 1 % de l’État dans plusieurs établissements scolaires en France.